# كيرك نيلسن
كيرك نيلسن (بالإنجليزية: Kirk Nielsen)‏ هو لاعب هوكي الجليد أمريكي، ولد في 19 أكتوبر 1973 في غراند رابيدز في الولايات المتحدة.

## وصلات خارجية
- كيرك نيلسن على موقع دوري الهوكي الوطني (الإنجليزية)
- كيرك نيلسن على موقع قاعة مشاهير الهوكي (لاعب أن.إتش.أل) (الإنجليزية)
- كيرك نيلسن على موقع EliteProspects.com (الإنجليزية)
- كيرك نيلسن على موقع HockeyDB.com (الإنجليزية)
- كيرك نيلسن على موقع Hockey-Reference.com (الإنجليزية)